# Richard Andriamanjato
Richard Mahitsison Andriamanjato (* 31. Juli 1930 in Mahitsy, Antananarivo; † 16. Mai 2013 in Paris) war ein madagassischer protestantischer Pfarrer und kommunistischer Politiker.

## Leben
Andriamanjato entstammte einer protestantischen Familie. Nach dem Besuch einer Volksschule erlangte er seine Hochschulreife und studierte von 1950 bis 1957 Evangelische Theologie in Frankreich. Nach bestandenem Examen wurde Andriamanjato zum Pastor ordiniert. 1957 nahm er an der Bandung-Konferenz teil und wurde die führende Persönlichkeit des Teils der Nationalbewegung im Gegenüber zu Philibert Tsiranana. Andriamanjato wurde Nachfolger des Pastors Ravelojaona als Pastor am Ambohitantely Tempel in Antananarivo.
Andriamanjato wurde Mitglied des Rates der Protestantischen Föderation von Madagaskar. Er wurde auch zum Präsidenten des Rates der Kirchen von Afrika gewählt, war ein Mitglied des Weltrates der Kirchen in Genf und ein Direktor des Christlichen Instituts für Frieden.
1958 gründete er die Partei des Unabhängigen Kongresses von Madagaskar (AKFM), die Beziehungen zur Französischen Kommunistischen Partei entwickelte. Sie agierte als Hauptopposition im Land für über ein Jahrzehnt. 1959 wurde er zum Bürgermeister von Antananarivo gewählt.
Andriamanjato unterstützte 1972 Didier Ratsiraka, und 1976 führte er die AKFM in die Nationale Front zur Verteidigung der Revolution, die Regierungskoalition. Als Unterstützer von Albert Zafy trennte er sich von Ratsiraka und der AKFM 1989, um die Partei des Unabhängigen Kongresses von Madagaskar / Erneuerung zu bilden. Von 1991 bis 1993 war er Kopräsident des Übergangskomitees für wirtschaftlichen und sozialen Aufschwung zusammen mit Manandafy Rakotonirina. 1993 bis 1998 war er Präsident der Nationalversammlung von Madagaskar, In der Präsidentschaftswahl im November 1996 belegte den fünften Platz mit 4,94 % der abgegebenen Stimmen.
Seit den 1960er Jahren war Andriamanjato Mitglied der Christlichen Friedenskonferenz und beteiligte sich an der II. Allchristlichen Friedensversammlung (ACFV) 1964 in Prag. Er wurde in ihr Präsidium gewählt und war einer ihrer Vizepräsidenten. Mehrfach hielt er Vorträge, Bibelarbeiten und predigte in ihren Gottesdiensten. Auf der V. ACFV 1978 hielt er das Hauptreferat zum Thema der Konferenz: „Gottes Ruf zur Solidarität – Christen für Frieden, Gerechtigkeit und Befreiung“, wobei er sich u. a. zu einer neuen Wirtschaftsordnung in der Zwei-Drittel-Welt positionierte:
Seit Mitte der 1990er Jahre zog Andriamanjato sich aus dem öffentlichen Leben zurück. Er starb im Alter von 82 Jahren im 8. Arrondissement von Paris. Sein Sohn Ny Hasina Andriamanjato ist ebenfalls Politiker.

## Auszeichnungen (Auswahl)
- Ehrendoktorwürde der evangelisch-theologischen Comenius-Fakultät der Karls-Universität Prag (1978)
- Orden der Völkerfreundschaft der Sowjetunion (1980)
- Großkreuz des Ordre national de Madagascar
- Ordre de la Pléiade der Parlamentarischen Versammlung der Frankophonie
- Joliot-Curie-Friedensmedaille in Gold des Weltfriedensrates

## Veröffentlichungen
- Anthropocratie, ou, Le devenir de l'humanité, 1995
- Fitiavan-tanindrazana : tantara fampiseho andampihazo misy fizarana telo, 1978
- Andriamanjato Richard Mahitsison und Rabemanahaka Jean Williberton: Ilay mahery fo, 1976
- Lalan' Andriamanitra : antso ho an'ny firenena, 2005
- Tsiny et le tody dans la pensée malgache, 1957
- Tsiny et le tody : dans la pensée malgache, 2002
- Tsiny et le tody dans la pensée malgache, 1982